# Jour de fête
Jour de fête is een komische Franse film van Jacques Tati uit 1949. De film ontving enkele prijzen, zoals de Grand prix du cinéma français.
Dit was de eerste grote film die Tati maakte. De film toont een postbode in een plattelandsdorpje (Sainte-Sévère-sur-Indre), dat geïsoleerd en achtergesteld is ten opzichte van de rest van de moderne wereld. Maar ook het vredige dorpje ontkomt niet aan de moderne tijd: op de dag van het Franse nationale feest op 14 juli wordt er voor het eerst een film vertoond, en wel over de efficiency van de Amerikaanse posterijen. Postbode François (gespeeld door Tati zelf) ziet in deze film hoe zijn collega's in de Verenigde Staten hun post per auto en zelfs per vliegtuig rondbrengen. François doet alles op de fiets en besluit nu met zijn fiets even hard te gaan rijden als een auto. Het gevolg is een hele reeks stunts, die Tati zelf op de fiets uitvoerde.
Jour de fête was een opvallend begin van Tati's filmcarrière. In de film zijn al sporen van moderne satire te zien en de film vertoont ook al Tati's stijlkenmerken. De film heeft zijn wortels in de slapstick van vóór de Tweede Wereldoorlog (waar Tati uit voortkwam) en heeft continue achtergrondmuziek, maar bevat wel enkele close-ups en stukken dialoog. De timing is scherp en het camerawerk tracht tevens de schoonheid van het Franse platteland in beeld te brengen. De film werd door critici soms wat overdreven geacht. In de loop van Tati's carrière zou hij zijn films steeds nadrukkelijker stileren en subtieler maken.
Bij deze film kreeg Tati al problemen met zijn eigen perfectionisme. Hij stond erop dat zijn film in kleur zou worden opgenomen, maar het bedrijf Thomson-Houston, dat het Thomsoncolor kleurenprocedé had ontwikkeld, bleek niet in staat te zijn dit tot een goed einde te brengen. Hierdoor kon alleen de zwart-witversie worden gebruikt. Omdat er onzekerheden waren had Tati besloten twee versies, zwart-wit en kleur, tegelijk te schieten. Een gerestaureerde versie van de film werd pas in 1997 in kleur uitgebracht, dankzij de inspanningen van onder andere Tati's dochter Sofie Tatischeff.

## Rolverdeling
| Acteur        | Personage |
| ------------- | --------- |
| Jacques Tati  | François  |
| Paul Frankeur | Marcel    |
| Guy Decomble  | Roger     |